# Julija Abramčuk
Julija Abramčuk (in russo Юлия Абрамчук?; Leningrado, 21 ottobre 1982) è un'arrampicatrice russa.
Pratica le competizioni di boulder, l'arrampicata in falesia e il bouldering.

## Biografia
Ha iniziato ad arrampicare a dieci anni. A quattordici anni ha salito il primo 7a, a diciannove il 7c e nel 2003 a ventuno anni l'8b, con la via Troppo Schwar a Massone divenendo la prima arrampicatrice russa a salire un 8b.
Ha partecipato alla Coppa del mondo boulder di arrampicata dalla sua prima edizione nel 2001 ottenendo sempre ottimi piazzamenti, tre volte terza e tre volte quarta nella classifica finale. Ha vinto il Campionato del mondo di arrampicata 2009.

## Palmarès

### Coppa del mondo
|         | 2001 | 2002 | 2003 | 2004 | 2005 | 2006 | 2007 | 2008 | 2009 | 2010 | 2011 | 2012 | 2013 | 2014 |
| ------- | ---- | ---- | ---- | ---- | ---- | ---- | ---- | ---- | ---- | ---- | ---- | ---- | ---- | ---- |
| Boulder | 13   | 19   | 4    | 3    | 3    | 4    | 4    | 3    | 6    | 8    |      | 34   |      | 22   |

### Campionato del mondo
|         | 2001 | 2003 | 2005 | 2007 | 2009 | 2011 | 2012 | 2014 |
| ------- | ---- | ---- | ---- | ---- | ---- | ---- | ---- | ---- |
| Boulder | 15   | 10   | 2    | 4    | 1    |      | 31   | 12   |

## Statistiche

### Podi in Coppa del mondo boulder
| Stagione | 1º | 2º | 3º | Podi totali |
| -------- | -- | -- | -- | ----------- |
| 2003     |    | 1  |    | 1           |
| 2004     |    | 2  | 1  | 3           |
| 2005     |    |    | 2  | 2           |
| 2006     | 1  | 1  | 1  | 3           |
| 2007     | 1  |    |    | 1           |
| 2008     |    | 2  | 2  | 4           |
| 2009     |    |    | 1  | 1           |
| Totale   | 2  | 6  | 7  | 15          |

## Falesia
Ha scalato fino all'8b lavorato.

## Boulder
Ha partecipato al Melloblocco 2009   classificandosi al primo posto pari merito  con altre cinque atlete. partecipando anche a tutti i successivi Melloblocco sempre con ottimi risultati